# Aeroportul Sandefjord
Aeroportul Sandefjord (IATA: TRF, ICAO: ENTO) este un aeroport din Comuna Sandefjord, Vestfold, Norvegia ce deservește zona Sandefjord. Aeroportul a fost tranzitat în 2022 de 1.743.132 de pasageri. A fost deschis în 1945 și numit după zona deservită.
Situat la o altitudine de 86 m, aeroportul dispune de 1 pistă.

## Infrastructură

### Piste
Aeroportul dispune de o singură pistă. Pista are orientarea 18/36. 